# سعید هرمزی
سعید هرمزی(۱۲۷۶، تهران – ۹ مهر ۱۳۵۵، تهران) نوازنده و مدرس تار و سه‌تار بود.

## تولد و خانواده
سعید هرمزی در سال ۱۲۷۶ خورشیدی در تهران، محله سنگلج (پارک شهر فعلی) متولد گردید. پدرش میرزاحسین خان ثقه السلطنه از مدیران و صاحب منصبان دوران قاجار و مادرش شاهزاده ملوک خانم بود که از معلمین خصوصی، پیانو، زبان فرانسه و انگلیسی را آموخته و با این هنرها آشنا بود. فرزندان او نیز کم و بیش در کنار مادر هنرمند و هنردوست علاقه‌ای به این هنرها پیدا کرده بودند.

## اساتید و دوران آموزش
یکی از فرزندان این خانواده به نام ابوالفتح میرزا نیز آموختن تار را پیش خود و سپس در محضر میرزا حسینقلی، استاد و نوازنده چیره‌دست تار و یکی از پیشگامان موسیقی ایرانی فراگرفت و به گفته برادرش تار را به زیبایی می‌نواخت. شنیدن صدای تار برادر، آنچنان تأثیری در دل برادر کوچکتر گذاشت که در خواست خرید تار و مشق در خدمت برادر را کرد.
پس از مدتی به خدمت درویش خان که خود از بهترین شاگردان میرزا حسینقلی و صاحب ابداعاتی نظیر پیش‌درآمد در موسیقی ایرانی محسوب بود، رفت و با عشق و کار شبانه‌روزی موفق به آموختن ذخائر هنری استاد خویش، درویش خان شد و از استاد، تبرزین طلایی را که درویش خان به بهترین شاگردانش می‌داد، گرفت.
سپس در سال ۱۳۷۰ (قمری) در خیابان شاپور، کلاس مشق موسیقی دائر نمود و شاگردان زیادی داشت. پس از مدتی به علت کار در بانک سپه و انتقال به مشهد، کلاس تعطیل شد. اما استاد از پای ننشست و در مشهد به تعلیم شاگردانی پرداخت و به گفته خود وی، یکی از شاگردانش اندوخته‌های استاد را فراگرفته و به خوبی می‌نواخت.
پس از بازگشت از مشهد، در خلوت خود ساز می‌زد و مدتی هم نزد حاج علی اکبر شهنازی فرزند میرزا حسینقلی، رِنگ‌ها و ضربی‌های وی را فراگرفت و همچنین پیش‌درآمدها و تصنیف‌های مرتضی نی داوود و رکن الدین مختاری را که از نوازندگان و موسیقیدانان بزرگ بودند یادگرفت و به زیبایی با شیوه خود می‌نواخت.

## شاگردان
در سال ۱۳۵۰ بنا به درخواست رادیو تلویزیون ملی ایران در مرکز حفظ و اشاعه موسیقی به تعلیم نوازندگانی که خود از فارغ التحصیلان رشته موسیقی دانشکده هنرهای زیبای دانشگاه تهران بودند و اکنون از اساتید موسیقی هستند، مشغول شدند. از آن جمله: محمدرضا لطفی، داریوش طلایی، حسین علیزاده، عطا جنگوک و مهربانو توفیق.

## ضبط ردیف
او به درخواست همین مؤسسه تمام ردیف موسیقی دستگاهی ایران را توسط مهدی کمالیان، که خود سه تار می‌ساخت و مدتی هم شاگرد وی بود، ضبط نمود که در آرشیو مرکز حفظ و اشاعه موسیقی موجود است.

## شیوهٔ نواختن
هرمزی تمام اندوخته‌هایی را که از استادش فراگرفته بود به خوبی می‌نواخت. انگشت راست محکم و چپ روان و سریع داشت که با قدرت و سرعت و نرمی روی سه تار حرکت می‌کردند. وی به علت کسالت و عمل جراحی، وزن تار و صدای آن به گوشش سنگین می‌آمد و سه تار را برای نواختن ترجیح داد. 

## دوستان
وی با سلیمان امیر قاسمی که از اساتید بنام آواز موسیقی ایران بود، دوستی فراوان داشت و هر هفته یک بعد از ظهر در منزل سلیمان امیر قاسمی حضور پیدا می‌کرد و دمی را با هم به نواختن و آواز خواندن و یادآوری موسیقی می‌پرداختند.
از دوستان وی شهریار، شاعر بزرگ زمانه بود که هر فرصتی در تهران پیدا می‌کرد به منزل استاد می‌رفت و از مجالست و شنیدن صدای ایشان لذت می‌برد و شعری را هم در وصف استاد سرود.

## درگذشت
سعید هرمزی سرانجام پس از یک عمر تلاش و کوشش در راه اعتلای موسیقی اصیل ایرانی، پس از طی یک دوره بیماری طولانی، در جمعه ۹ مهر ۱۳۵۵ در منزل کوچک شخصی خود در خیابان شاپور سابق، دار فانی را وداع گفت و در بهشت زهرا به خاک سپرده شد.

## آثار به جا مانده
- سی دی صوتی سه‌تار؛ سعید هرمزی (بداهه نوازی در همایون، اصفهان، شوشتری، ماهور و افشاری، به همراه فیلم ده دقیقه‌ای)؛ مؤسسه فرهنگی هنری ماهور
- سی دی صوتی سه‌تار سعید هرمزی؛ (بداهه نوازی در شور، دشتی، افشاری، بیات ترک، ابوعطا و شوشتری) مؤسسه فرهنگی هنری ماهور
- سی دی صوتی ردیف سه‌تار سعید هرمزی؛ مؤسسه فرهنگی هنری ماهور
- کتاب ردیف سه‌تار سعید هرمزی؛ از مجموعه همساز، به کوشش علی صمدپور و محمدرضا ابراهیمی مؤسسه فرهنگی هنری ماهور